# Motståndets melankoli
Motståndets melankoli (ungerska: Az ellenállás melankóliája) är en roman från 1989 av den ungerske författaren László Krasznahorkai. Handlingen utspelar sig i en orolig stad där en underlig cirkus, vars enda attraktion är en val, bidrar till den ödesdigra stämningen. Boken gavs ut på svenska i september 2014 i översättning av Daniel Gustafsson Pech. Den var förlaga till filmen Werckmeister harmóniák från 2000 i regi av Béla Tarr.